# Polytaenium urbanii
Polytaenium urbanii là một loài dương xỉ trong họ Pteridaceae. Loài này được Brause A. H. Liogier mô tả khoa học đầu tiên năm 1980.